# Петрина, Дмитрий Яковлевич
Дми́трий Я́ковлевич Петри́на (укр. Дмитро́ Я́кович Петри́на; 23 марта 1934, Торгановичи — 20 июня 2006) — советский и украинский математик, действительный член НАН Украины (2006).

## Биография
Дмитрий Яковлевич Петрин родился 23 марта 1934 года в селе Торгановичи в крестьянской семье. После окончания средней школы в 1951 году поступил в Львовского государственного университета имени Ивана Франко на механико-математический факультет, который окончил в 1956 году по специальности механик. В конце 1956 года поступил в аспирантуру при Институте математики АН УССР. По завершении аспирантуры в 1959 году был оставлен на работе в этом институте на должности младшего научного сотрудника, а с 1963 года работал на должности старшего научного сотрудника. В 1966 году был переведён в Институт теоретической физики АН УССР, где сначала работал старшим научным сотрудником, заведующим лабораторией. С 1978 году он возглавил созданный им в Институте теоретической физики АН УССР отдел статистической механики. В связи с переводом отдела статистической механики из Института теоретической физики АН УССР в Институт математики АН УССР с 1986 года Петрин Дмитрий Яковлевич был принят на должность заведующего научного отдела математических методов в статистической механике Института математики АН УССР, где и продолжал работать на указанной научной должности до последнего дня.
В 1961 году защитил кандидатскую диссертацию. В 1969 году защитил докторскую диссертацию в Институте математики АН УССР. В 1981 году ему присвоено учёное звание профессора кафедры теоретической физики Киевского университета имени Тараса Григорьевича Шевченко. В 1988 году избран членом-корреспондентом АН УССР, а в мае 2006 года — действительным членом НАН Украины.

### Научные достижения
Научное достижение академика Дмитрия Яковлевича Петрины насчитывает более 170 научных трудов, среди которых 6 монографических обзоров и 8 монографий, широко известных в мире. Свою девятую монографию он завершил, но не успел увидеть её выхода в свет. Работы ученого отмечены Государственной премией Украины в области науки и техники за 2001 год, премией Президиума АН УССР имени Н. М. Крылова и премией Президиума НАН Украины имени Н. Н. Боголюбова.
Петрин был ярким представителем школы Боголюбова—Парасюка по математической физике. Он обогатил науку результатам в области квантовой теории поля, классической и квантовой статистической механик и теории граничных задач в областях со сложной структурой. Среди них всемирно известная теорема Боголюбова—Петрины—Хацета о существовании термодинамического предела равновесных состояний статистических систем, на основе которой в конце XX столетия была развита современная математическая статистическая механика. Классическая теорема Петрини о невозможности существования нелокально квантовой теории поля с положительным спектром энергии импульса определила направление развития квантовой теории поля на значительный период. Ученым сформулированы и исследованы уравнения для коэффициентных функций матрицы рассеяния в квантовой теории поля, ему принадлежат классические результаты по исследованию спектров модельных гамильтонианов теории сверхпроводимости и сверхтекучести в введенных им пространств трансляционные-инвариантных функций. В цикле недавних работ он открыл новую ветвь спектра гамильтониана теории сверхпроводимости, что стало большой неожиданностью для исследователей в этой области. В последние дни своей жизни Дмитрий Яковлевич работал над новой монографией, в которой развивались эти актуальные результаты. Из его работ начала 70-х годов XX века идут истоки математической теории неравновесных статистических систем. В его пионерских работах в этой области была построена теория цепочек уравнений Боголюбова бесконечных динамических систем и впервые доказано существование термодинамического предела для неравновесных состояний. В последние годы им была решена фундаментальная проблема обоснования вывода кинетического уравнения Больцмана, которое очень широко используется в последнее время не только при исследовании газов, плазмы, конденсированных состояний многочастичных систем, но и для описания различных эволюционных процессов в современных технологиях.
Дмитрий Яковлевич — не только ученый, но и педагог. В течение тридцати лет он преподавал в Киевском университете имени Тараса Шевченко на физическом и механико-математическом факультетах, подготовил 15 кандидатов и 7 докторов наук. Он был секретарем секции Ученого совета, экспертом Высшей аттестационной комиссии при Совете Министров СССР и членом редакционной коллегии научного журнала «Украинский математический журнал». Ученый сотрудничал со многими ведущими учеными разных стран: России, Италии, Канады, Австрии, Польши, Ирландии, Германии, Франции, Бельгии, США, Японии, Болгарии, Чехии. Его неоднократно приглашали для участия в работе международных научных конференций и конгрессов.

## Научные работы
- Petrina D. Ya., Petrina E. D. Stochastic dynamics and Boltzmann hierarchy, I// Rus. Math. J. −1998. −50(2). — P. 195—211.
- Petrina D. Ya., Petrina E. D. Stochastic dynamics and Boltzmann hierarchy, II// Rus. Math. J. — 1998. −50(3). — P. 372—388.
- Petrina D. Ya., Petrina E. D. Stochastic dynamics and Boltzmann hierarchy, III// Rus. Math. J. — 1998. −50(4). — P. 552—570.
- Gerasimenko V. I., Petrina D. Ya. The generalized kinetic equation generated by the BBGKY hierarchy.// ???. — 1998. −43(6/7). — P. 697—702.
- Petrina D. Ya., Gerasimenko V. I. and P. V. Malyshev, Mathematical Foundations of Classical Statistical Mechanics. Continuous systems.// London and N. Y.: Taylor and Francis Sci. Publ., second ed.. — 2002. 352 p.
- Lampis M., Petrina D. Ya., Petrina K. D. Stochastic dynamics as a limit of Hamiltinian dynamics of hard spheres // Rus. Math. J. — 1999. — 51(5). — P. 614—636.
- Petrina D. Ya. Methods of derivation of the stochastic Boltzmann hierarchy// Rus. Math. J. — 2000. −52(4). — P. 474—492.
- Petrina D. Ya. Spectrum and states of BCS Hamiltonian in finite domain. I. Spectrum// Rus. Math. J. — 2000. −52(5). — P. 667—690.
- Petrina D. Ya. Spectrum and states of the BCS Hamiltonian in finite domains. II. Spectra of excitations// Rus. Math. J. — 2001. −53(8). — P. 1080—1101.
- Lampis M., Petrina D. Ya. Spatially hormogeneous Boltzmann hierarchy as averaged spatially in homogeneous stochastic Boltzmann hierarchy// Rus. Math. J. — 2002. −54(1). — P. 78-94.
- Petrina D. Ya. Spectrum and states of the BCS Hamiltonian in finite domain. III. The BCS Hamiltonian with mean-field interaction// Rus. Math. J. — 2002. −54(11). — P. 1486—1504.
- Petrina D. Ya. Model BCS Hamiltonian and approximating Hamiltonian for an infinite volume. IV. Two branches of their common spectra and states// Rus. Math. J. — 2003. −55(2). — P. 174—197.
- Petrina D. Ya. Equilibrium and nonequilibrium states of model Fr hlich — Peierls Hamiltonian// Rus. Math. J. — 2003. −55(8). — P. 1069—1087.
- M. Lampis, D. Ya. Petrina Stochastic Dynamics and Hierarchy for the Boltzmann Equation with Arbitrary Differential Scattering Cross Section// Rus. Math. J. — 2004. −54(12). — P. 1629—1653.
- Petrina D. Ya., Caraffini G. Analogue of Liouville Equation and BBGKY hierarchy for a System of Hard Spheres with Inelastic Collisions// Rus. Math. J. −2005 −57(6), — P. 818—840.
- Petrina D. Ya. New Second Branch of Spectra of the BCS Hamiltonian and Pseudo-Gap// Rus. Math. J. −2005 −57(11), — P. 1508—1534.
- Petrina D. Ya., Caraffini G. L. Solution of the BBGKY hierarchy for a system of hard spheres with inelastic collisions // Rus. Math. J. 58, No3, 371—381, 2006.
- Petrina D. Ya. Stochastic dynamics and Boltzmann hierarchy.// De Gruyter, Berlin-New York,-2009.
- Petrina D. Ya. Spectra and states of the BCS Hamiltonian with sources// Rus. Math. J. 60(9), 1448—1476 (2008).